# Dralístico
Carlos Muñoz González, mer känd under sitt artistnamn Dralístico, född i augusti 1992 i Tala i Jalisco är en mexikansk fribrottare. Han är främst känd för sin tid under artistnamnet Místico i Consejo Mundial de Lucha Libre, en roll som han övertog från Místico 2012 då den ursprungliga brottaren lämnat Mexiko för World Wrestling Entertainment i USA. Som andra i rollen så kallades han ofta Mistico II. Innan dess var Místico II känd som Dragon Lee, ett namn som nu används av hans yngre bror. Místico II är inte på något vis släkt med den ursprungliga Místico. 
Under namnet Dragon Lee debuterade han i Consejo Mundial de Lucha Libre (CMLL) 2010.
2 maj 2014 skadade han sig svårt i en motorcykelolycka. Han bröt både skenbenet och vadbenet och var borta från fribrottningen i mer än ett halvår. I början av 2015 återvände han, och var med på CMLL:s japanska turné "Fantasticamania". Senare vann han CMLL Trios Titles med Volador Jr. & Valiente.
2021 lämnade han CMLL för den oberoende scenen tillsammans med sin bror Dragon Lee och bytte namn till Dralístico. Sedermera har de båda börjat brottas för Lucha Libre AAA Worldwide.